# Parwelite
La parwelite è un minerale.